# Інженерний запис
Інженерний запис або інженерна форма запису — різновид наукового (експоненційного) запису, за якого показник десяти повинен ділитися на три. Інакше кажучи, це запис числа через степені тисячі, але він передбачає запис не як, наприклад, 10002, а як 106 — тобто показник степеня повинен націло ділитися на три. Альтернативний метод запису степенів десятки — використовувати стандартні префікси одиниці вимірювання, які в більшості випадків змінюються кроками в тисячу: наприклад, префікс кіло- означає «в 1000 (103) разів більше», мега- — «в 1 000 000 (106) разів більше», і так далі.
У більшості сучасних калькуляторів інженерна нотація називається режимом ENG.

## Історія
Рання реалізація інженерного запису у формі вибору діапазону й подання чисел із префіксами міжнародної системи одиниць (SI) була представлена в 1969 році в комп'ютерному частотомірі HP5360A компанії Hewlett-Packard.
У 1975 році на основі ідеї Пітера Д. Дікінсона був розроблений перший калькулятор, який підтримував інженерний запис і відображав степені десятки, — HP-25. Інженерний запис у ньому був реалізований як спеціальний режим відображення на додаток до наукового запису.
У 1975 році компанія Commodore представила низку наукових калькуляторів (наприклад, SR4148/SR4148R та SR4190R), у яких був реалізована можливість модифікувати науковий запис: натискання кнопок EE↓ та EE↑ зсувало експоненту та десяткову крапку на одну позицію в науковому записі числа.
Між 1976 і 1980 роками, ще до появи рідкокристалічних дисплеїв, аналогічна можливість зсуву експоненти з'явилася також на деяких калькуляторах компанії Texas Instruments, як-от ранні моделі SR-40, TI-30 і TI-45; у них на цього використовувалися кнопки (INV) EE↓.
Такий підхід можна вважати попередником функції, реалізованої в багатьох калькуляторах Casio, починаючи з 1978—1979 років (наприклад, FX-501P/FX-502P): у них подання числа в інженерному записі було доступне за запитом і викликалося однократним натисканням кнопки (INV)ENG (на більшості інших калькуляторів він вмикався шляхом активації спеціального режиму відображення), а подальші натискання кнопки зсували експоненту та десяткову крапку відображуваного числа кроками по три, завдяки чому результати одразу відповідали бажаному префіксу.
Деякі графічні калькулятори компанії Casio 2000-х років (наприклад, fx-9860G) теж підтримують відображення деяких префіксів SI (f, p, n, µ, m, k, M, G, T, P, E) як суфіксів у режимі інженерного запису.

## Огляд

### Недоліки
Порівняно з нормалізованим науковим записом, одним із недоліків використання префіксів SI та інженерного запису є те, що значущі цифри не завжди чітко видно, коли найменша значуща цифра або цифри дорівнюють нулю. Наприклад, записи 500 мкм і 500 × 10−6 м не відображають різницю невизначеності між 5 × 10−4, 5,0 × 10−4 і 5,00 × 10−4.
Цю проблему можна усунути шляхом зміни діапазону коефіцієнта перед степенем із загальноприйнятих 1—1000 на 0,001—1,0. У деяких випадках такий спосіб допомагає, в інших ні. У попередньому прикладі для відображення невизначеності та значущих цифр використовувалися б записи 0,5 мм, 0,50 мм або 0,500 мм. Також прийнято чітко вказувати точність, наприклад 47 кОм ± 5 %.
Інший приклад: якщо швидкість світла (яка дорівнює 299 792 458 м/с за визначенням метра) виражається як 3,00 × 108 м/с або 3,00 × 105 км/с, то зрозуміло, що вона лежить між 299 500 і 300 500. Але записи у вигляді 300 × 106 м/с, 300 × 103 км/с або незвичне, але коротке 300 Мм/с сприймаються набагато важче. Можливі також коректні, але незвичні записи 0,300 × 109 м/с або 0,300 Гм/с.

### Переваги
З іншого боку, інженерний запис дає змогу зберігати чітку відповідність чисел префіксам системи СІ, що полегшує читання та передання усно. Наприклад, 12,5 × 10−9 м можна прочитати як «дванадцять кома п'ять нанометрів» (оскільки 10−9 означає нано-) і записати як 12,5 нм, тоді як еквівалентний науковий запис 1,25 × 10−8 м звучатиме відчутно складніше: «одна ціла двадцять п'ять сотих, помножені на десять у степені мінус вісім метрів».
Як інженерний, так і взагалі науковий запис можна зробити, подаючи число за допомогою комп'ютерної форми, або так званого E-запису (E-notation) — тобто позначаючи частину «…помножити на 10 у степені…» латинською буквою E. У такому вигляді число, наприклад, 3,0 × 10−9 можна записати як 3,0E−9 або 3,0e−9.
Позначення E (або e) не слід плутати з математичною константою e, яка має зовсім інше значення.

### Відповідність префіксам системи SI
| Префікси системи SI | Префікси системи SI | Префікси системи SI | Префікси системи SI | Префікси системи SI        |
| Префікс             | Префікс             | Подання             | Подання             | Подання                    |
| Назва               | Символ              | Основа 1000         | Основа 10           | Значення                   |
| ------------------- | ------------------- | ------------------- | ------------------- | -------------------------- |
| йота                | Й                   | 10008               | 1024                | 1000000000000000000000000  |
| зета                | З                   | 10007               | 1021                | 1000000000000000000000     |
| екса                | Е                   | 10006               | 1018                | 1000000000000000000        |
| пета                | П                   | 10005               | 1015                | 1000000000000000           |
| тера                | Т                   | 10004               | 1012                | 1000000000000              |
| гіга                | Г                   | 10003               | 109                 | 1000000000                 |
| мега                | М                   | 10002               | 106                 | 1000000                    |
| кіло                | к                   | 10001               | 103                 | 1000                       |
|                     |                     | 10000               | 100                 | 1                          |
| міллі               | м                   | 1000−1              | 10−3                | 0,001                      |
| мікро               | мк                  | 1000−2              | 10−6                | 0,000001                   |
| нано                | н                   | 1000−3              | 10−9                | 0,000000001                |
| піко                | п                   | 1000−4              | 10−12               | 0,000000000001             |
| фемто               | ф                   | 1000−5              | 10−15               | 0,000000000000001          |
| ато                 | а                   | 1000−6              | 10−18               | 0,000000000000000001       |
| зепто               | з                   | 1000−7              | 10−21               | 0,000000000000000000001    |
| йокто               | й                   | 1000−8              | 10−24               | 0,000000000000000000000001 |

## Двійковий інженерний запис
Подібно до того, як десятковий інженерний запис можна розглядати як науковий запис з основою 1000 (103 = 1000), двійковий інженерний запис можна вважати науковим записом з основою 1024 (210 = 1024), де показник двійки повинен націло ділитися на десять. Таке подання тісно пов'язане з представленням числа з рухомою комою за основою 2 (так званий B-запис), яке зазвичай використовується в комп'ютерній арифметиці, і використанням двійкових префіксів IEC (наприклад, 1B10 для 1 × 210, 1B20 за 1 × 220, 1B30 за 1 × 230 тощо).

### Відповідність двійковим префіксам
| Двійкові префікси IEC | Двійкові префікси IEC | Двійкові префікси IEC | Двійкові префікси IEC | Двійкові префікси IEC     |
| Префікс               | Префікс               | Подання               | Подання               | Подання                   |
| Назва                 | Символ                | Основа 1024           | Основа 2              | Значення                  |
| --------------------- | --------------------- | --------------------- | --------------------- | ------------------------- |
| йобі                  | Йі                    | 10248                 | 280                   | 1208925819614629174706176 |
| зебі                  | Зі                    | 10247                 | 270                   | 1180591620717411303424    |
| ексі                  | Ei                    | 10246                 | 260                   | 1152921504606846976       |
| пебі                  | Пі                    | 10245                 | 250                   | 1125899906842624          |
| тебі                  | Ті                    | 10244                 | 240                   | 1099511627776             |
| гібі                  | Гі                    | 10243                 | 230                   | 1073741824                |
| мебі                  | Мі                    | 10242                 | 220                   | 1048576                   |
| кібі                  | Кі                    | 10241                 | 210                   | 1024                      |
|                       |                       | 10240                 | 20                    | 1                         |